# Kellogg (Idaho)
Kellogg és una població dels Estats Units a l'estat d'Idaho. Segons el cens del 2000 tenia 2.395 habitants.

## Demografia
Segons el cens del 2000, Kellogg tenia 2.395 habitants, 1.023 habitatges, i 603 famílies. La densitat de població era de 476,7 habitants/km².
Dels 1.023 habitatges en un 30% hi vivien nens de menys de 18 anys, en un 43% hi vivien parelles casades, en un 11,8% dones solteres, i en un 41% no eren unitats familiars. En el 35,3% dels habitatges hi vivien persones soles el 16,7% de les quals corresponia a persones de 65 anys o més que vivien soles. El nombre mitjà de persones vivint en cada habitatge era de 2,27 i el nombre mitjà de persones que vivien en cada família era de 2,94.
Per edats la població es repartia de la següent manera: un 26,1% tenia menys de 18 anys, un 8,1% entre 18 i 24, un 26,1% entre 25 i 44, un 21,4% de 45 a 60 i un 18,4% 65 anys o més.
L'edat mediana era de 37 anys. Per cada 100 dones de 18 o més anys hi havia 89,1 homes.
La renda mediana per habitatge era de 25.898 $ i la renda mediana per família de 32.260 $. Els homes tenien una renda mediana de 29.214 $ mentre que les dones 17.391 $. La renda per capita de la població era de 16.274 $. Aproximadament el 17,3% de les famílies i el 21,8% de la població estaven per davall del llindar de pobresa.

## Poblacions més properes
El següent diagrama mostra les poblacions més properes.